# Money, Mississippi
Money är ett kommunfritt samhälle (unincorporated area) i Leflore County i Mississippi. Money är beläget vid Tallahatchiefloden. Orten blev år 1955 känd för mordet på den 14-årige pojken Emmett Till.